# Maksim Ispovijedalac
Sveti Maksim Ispovijedalac (grčki: Μάξιμος ὁ Ὁμολογητής), također poznat kao Maksim Teolog i Maksim Carigradski (Carigrad, oko 580. – Tsageri, Gruzija, 13. kolovoza 662.) - bio je kršćanski svetac, redovnik, teolog i učenjak.
U svom ranom životu, Maksim je bio državni službenik i pomoćnik bizantskog cara Heraklija. Odustao je od ovog života u političkoj sferi da bi ušao u redovnički život. Maksim je proučavao razne filozofske škole, a svakako ono što je bilo uobičajeno za njegovo vrijeme: platonske dijaloge, Aristotelova djela i brojne kasnije platonske komentatore Aristotela i Platona, poput Plotina, Porfirija, Jambliha i Prokla. Kada je jedan od njegovih prijatelja počeo zastupati kristološki stav poznat kao monotelitizam, Maksim je bio uvučen u polemiku, u kojoj je podržao tumačenje kalcedonske formule na temelju koje se tvrdilo da je Isus imao i ljudsku i božansku volju. Na kraju je bio proganjan zbog svojih kristoloških pozicija; nakon suđenja, jezik i desna ruka su mu osakaćeni.
Zatim je prognan i umro je 13. kolovoza 662. u Tsageriju u današnjoj Gruziji. Međutim, njegovu je teologiju podržao Treći carigradski sabor i ubrzo nakon smrti bio je čašćen kao svetac. Slavi se 13. kolovoza. Njegova titula "ispovjednik" znači da je patio za kršćansku vjeru, ali nije bio izravno mučenik.

## Vanjske poveznice
- Maksim Ispovijedalac, sv. Hrvatska opća enciklopedija